# Sicilián
Sicilián (1984) je román amerického spisovatele Maria Puza. Je napsán na základě skutečného osudu sicilského bandity Salvatora Giuliana. Příběh vychází z neúprosných pravidel mafie a jejích snah o přežití po ničivém úderu Mussoliniho fašistického režimu.
Hlavní hrdina Turi Giuliani představuje zákon, nad který se nepostaví ani sicilská mafie a zaujímá tak místo národního hrdiny dané doby.

## Děj knihy
Příběh knihy je zasazen do čerstvě vzniklé italské republiky. Právě skončila druhá světová válka, Mussolini padl a Itálie se snaží dostat se z hospodářské poválečné krize. Ačkoliv se křesťansko-demokratická vláda snaží řídit nový stát, veškerou moc má Mussolinim oslabená mafie. A právě v rodišti této tajné organizace, na chudé Sicílii, které vládne mocný don Croce, se odehrává celý děj.
Po dvouletém nuceném exilu v sicilském Palermu se měl vrátit mladý Michael Corleone – syn newyorského dona Corleoneho – zpět do Ameriky. Avšak jeho otec mu dal ještě před cestou domů těžký úkol, a to zachránit sicilského poválečného hrdinu a žijící legendu Salvatora Giuliana, známého pod přezdívkou Turi, který sedm let žije mimo zákon.
Salvatore již od roku 1943, kdy nešťastnou náhodou zavraždil karabiniéra, bojuje proti Římu a proti ilegální vládě dona Croceho. Společně se svým věrným přítelem Gasparem Pisciottou, přezdívaném Aspanu, organizuje útoky proti šlechtě, únosy movitých lidí a vraždy těch, kteří porušili posvátnou sicilskou omertu. Zpočátku se Giuliano snaží nic si s mafií nezačínat, ale protože většina sicilských bohatýrů patří pod ochranná křídla dona Croceho, časem se s přáteli Přátel zaplete více, než by chtěl. Výhodu má však Giulliano v tom, že svou kořist dělí na dvě poloviny, z nichž jednu polovinu dává své skupině a druhou rozděluje mezi chudé sicilské obyvatelstvo, které je finančně sužováno jednak římskou vládou a jednak mafií. Díky Turiho velkorysosti si časem vysloužil od lidí titul „Král z Montelepre“. Stále větší potíže mu však dělá jeho úhlavní nepřítel don Croce, kterému Giulliano popravil šest nejlepších mužů. Don Croce se sice zpočátku sicilského hrdiny zastává a ačkoliv ho osobně téměř nezná, bere ho jako svého syna, ale jelikož se Turi čím dál tím více věnuje boji proti mafii, nezbývá donovi nic jiného, než ho nechat zavraždit.
Michael Corleone se mezitím připravuje se svými italskými kolegy na převoz proslulého bandity ze sicilských kopců do svobodné Ameriky, jež se tehdy stala cílem mnoha italských imigrantů. Vše je připraveno, avšak Turi nejdříve nechá převézt svou těhotnou manželku Justinu, aby zjistil, zda je cesta bezpečná. K utajenému útěku Giuliana ze Sicílie mělo dojít ve městě Castelvetrano na západě ostrova. Turi měl dorazit do města brzy ráno, ale ještě večer předtím se sešel na odlehlém místě se svým přítelem Pisciottou, aby se společně rozloučili. Aspanu se ale za poslední rok uchýlil po ochranu dona Croceho a vědomě zrazoval svého přítele. A tak se stalo, že místo přátelského rozhovoru v předvečer odjezdu, zastřelil Pisciotta Turiho. Aby Pisciotto nebyl po zbytek svého života nesnášen celou Sicílií, zařídil don Croce, aby byla vražda svalena na karabiniéry.
Pisciottu však don Croce moc nespasil. Byl zavřen do vězení, kde měl být zproštěn všech obvinění. Ve věznici Ucciardone se ale otrávil a vězeňský lékař zařídil, aby otravu nepřežil. Po ohledání pak nalezli v jeho kapse lístek se vzkazem: „Tak zemře každý, kdo zradí Giuliana“. Tak skončila éra největšího sicilského hrdiny od dob slavného Garibaldiho.